# Espaguetización

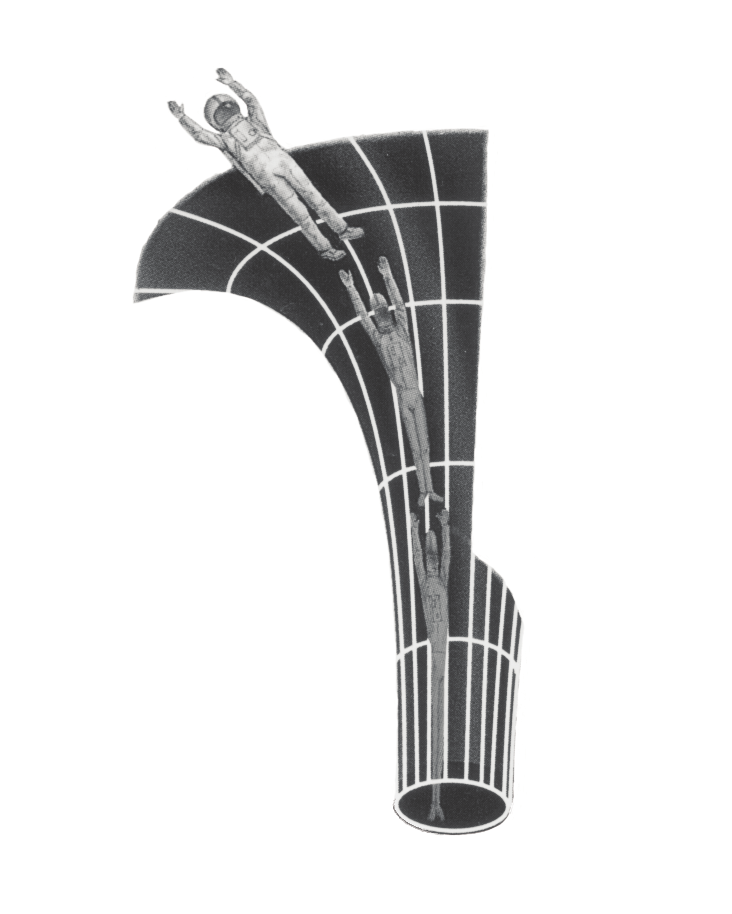
Representación de la NASA del proceso de espaguetización mediante un astronauta cayendo en un agujero negro.

Fuerzas de marea actuando sobre un objeto esférico en un campo gravitatorio no homogéneo. En la imagen, el efecto se origina por una fuente a la derecha del diagrama. Flechas más largas indican fuerzas más fuertes.

En astrofísica, la espaguetización es el estiramiento de objetos en formas finas y delgadas (como un espagueti) dentro de un campo gravitatorio no homogéneo muy fuerte, debido a extremas fuerzas de marea. En los casos más extremos, hallándose estos objetos en la vecindad de agujeros negros, el estiramiento es tan poderoso que ningún objeto puede soportarlo, sin importar cuán resistentes sean sus componentes.  
- Datos: Q788017